# Вінісіус Тобіас
Вінісіус Аугусту Тобіас да Сілва (порт.-браз. Vinícius Augusto Tobías da Silva, нар. 23 лютого 2004, Сан-Паулу), відомий як Вінісіус Тобіас або Тобіас — бразильський футболіст донецького «Шахтаря», що грає на позиції правого захисника.

## Клубна кар'єра
Вінісіус Тобіас почав свою кар'єру в «Інтернасьйоналі», приєднавшись до нього у 2016 році. Підростаючи, він обожнював бразильського захисника Данієля Алвеса. Після вражаючих виступів у молодіжних командах «Інтернасьонала» він потрапив до списку «Next Generation» 2021 року, складеного газетою «Ґардіан», у якому було висвітлено найкращих молодих футболістів світу, на думку редакції.
У липні 2021 року було оголошено, що Вінісіус Тобіас приєднається до українського «Шахтаря» в лютому наступного року Він залишив Інтернасьйональ після шести років гри за них. Однак після російського вторгнення в Україну у 2022 році, яке відбулося відразу після переходу Вінісіуса Тобіаса в новий клуб, іноземним футболістам в Україні дозволили залишити свої клуби на правах оренди. 1 квітня 2022 року він приєднався до іспанського клубу «Реал Мадрид» на правах оренди до кінця сезону 2022—2023. Оскільки в складі «Реала» уже були зайняті всі місця для легіонерів-громадян країн не членів ЄС для основної команди, Вінісіус Тобіас був переведений до «Кастільї».
17 квітня Тобіас дебютував за «Кастілью» в матчі проти «Алькояно», який завершився поразкою «вершкових» з рахунком 1:2, вийшовши на заміну замість Пітера Гонсалеса.
Після завершення оренди повернувся до «Шахтаря».

## Кар'єрна статистика

### Клуб
Станом на 22 серпня 2022
| Клуб                          | Сезон             | Ліга                    | Ліга     | Ліга | Кубок    | Кубок | Континентальний | Континентальний | Інший    | Інший | Всього   | Всього |
| Клуб                          | Сезон             | Поділ                   | програми | Цілі | програми | Цілі  | програми        | Цілі            | програми | Цілі  | програми | Цілі   |
| ----------------------------- | ----------------- | ----------------------- | -------- | ---- | -------- | ----- | --------------- | --------------- | -------- | ----- | -------- | ------ |
| Шахтар (Донецьк)              | 2021–22           | Українська прем'єр-ліга | 0        | 0    | 0        | 0     | 0               | 0               | 0        | 0     | 0        | 0      |
| Реал Мадрид Кастілья (оренда) | 2021–22           | Прімера Дивізіон КІФФ   | 4        | 0    | 0        | 0     | —               | —               | 0        | 0     | 1        | 0      |
| Всього за кар'єру             | Всього за кар'єру | Всього за кар'єру       | 4        | 0    | 0        | 0     | 0               | 0               | 0        | 0     | 1        | 0      |

Примітки

## Досягнення
«Шахтар»
- Володар Кубка України: 2024/25